# Wasilij Griebieniuk
Wasilij Andriejewicz Griebieniuk (ros. Василий Андреевич Гребенюк, ur. 29 września 1924 we wsi Niżnyj Kuczuk w Kraju Ałtajskim, zm. 9 czerwca 2000 w Moskwie) – radziecki działacz gospodarczy i państwowy, Bohater Pracy Socjalistycznej (1971).

## Życiorys
Skończył 10 klas szkoły, pracował w kołchozie, w 1942 został wcielony do Armii Czerwonej, jako lotnik wojskowy walczył na Ile-2 w składzie 14 Armii Powietrznej na Froncie Zachodnim, Froncie Leningradzkim i 3 Nadbałtyckim. W 1943 został członkiem WKP(b), w 1945 zdemobilizowany, kierował wiejską czytelnią, w 1951 ukończył studia w Instytucie Górniczo-Metalurgicznym w Ałma-Acie, pracował jako majster w kombinacie górniczym w obwodzie wschodniokazachstańskim. W 1963 został dyrektorem kombinatu polimetalicznego w Leninogorsku, w 1973 I zastępcą ministra, a w 1974 ministrem metalurgii kolorowej Kazachskiej SRR. Od stycznia 1979 do marca 1987 był I zastępcą przewodniczącego Rady Ministrów Kazachskiej SRR ds. zagadnień ogólnych, w latach 1987-1996 kierował kolektywem naukowo-technicznym w Moskwie, następnie przeszedł na emeryturę. Był deputowanym do Rady Najwyższej Kazachskiej SRR X kadencji i do Rady Najwyższej ZSRR X i XI kadencji (1979-1989), 23 lutego 1981 został członkiem Centralnej Komisji Rewizyjnej KPZR (do 25 kwietnia 1989). Pochowany na Cmentarzu Trojekurowskim.

## Odznaczenia
- Medal Sierp i Młot Bohatera Pracy Socjalistycznej (30 marca 1971)
- Order Lenina (1971)
- Order Rewolucji Październikowej
- Order Wojny Ojczyźnianej I klasy (1985)
- Order Wojny Ojczyźnianej II klasy
- Order Czerwonego Sztandaru Pracy (trzykrotnie)
- Medal „Za Odwagę” (1944)